# 林灿
林灿（1943年5月—），广西上思人，中华人民共和国政治人物。
毕业于广西农学院植保系植保专业。1984年，任广西隆安县委副书记、县长。1990年，任广西南宁地委委员、行署常务副专员。1993年，任广西壮族自治区农业厅厅长。2002年1月，担任广西壮族自治区人大常委会副主任。